# 185 (số)
185 (một trăm tám mươi lăm) là một số tự nhiên ngay sau 184 và ngay trước 186.